# Badminton-Senioreneuropameisterschaft 2002
Die Badminton-Senioreneuropameisterschaft 2002 fand vom 22. bis zum 26. Mai 2002 in Radebeul statt.

## Die Sieger und Platzierten

### Senioren 40+
| Veranstaltung | Gold                                     | Silber                             | Bronze                                    |
| ------------- | ---------------------------------------- | ---------------------------------- | ----------------------------------------- |
| Herreneinzel  | Kent Madsen                              | Claus Andersen                     | Karsten Großgebauer                       |
| Herreneinzel  | Kent Madsen                              | Claus Andersen                     | Jack Webb                                 |
| Dameneinzel   | Svetlana Zilberman                       | Heidi Bender                       | Jeanette Sandstrom                        |
| Dameneinzel   | Svetlana Zilberman                       | Heidi Bender                       | Annette Vollertzen                        |
| Herrendoppel  | Nanko Tschortschopow Slantchezar Tzankov | Jesper Helledie Claus Andersen     | Tim Hudson-Church Eric Plane              |
| Herrendoppel  | Nanko Tschortschopow Slantchezar Tzankov | Jesper Helledie Claus Andersen     | Peter Higman Darrell Roebuck              |
| Damendoppel   | Lone Hagelskjær Knudsen Jeanette Koldsø  | Heidi Bender Petra Dieris-Wierichs | Kerstin Kristoffersson Jeanette Sandstrom |
| Damendoppel   | Lone Hagelskjær Knudsen Jeanette Koldsø  | Heidi Bender Petra Dieris-Wierichs | Hane Adsbol Annette Vollertzen            |
| Mixed         | Jesper Helledie Hane Adsbol              | Stefan Frey Heidi Bender           | Kent Madsen Pia Kruse                     |
| Mixed         | Jesper Helledie Hane Adsbol              | Stefan Frey Heidi Bender           | Jørn C. Nielsen Jeanette Koldsø           |

### Senioren 45+
| Veranstaltung | Gold                        | Silber                       | Bronze                             |
| ------------- | --------------------------- | ---------------------------- | ---------------------------------- |
| Herreneinzel  | Juri Smirnow                | Kim Heng Busted              | Dan Travers                        |
| Herreneinzel  | Juri Smirnow                | Kim Heng Busted              | Tariq Farooq                       |
| Dameneinzel   | Christine Black             | Christine Crossley           | Marlies Wessels                    |
| Dameneinzel   | Christine Black             | Christine Crossley           | Hanne Nielsen                      |
| Herrendoppel  | Dan Travers Leon Douglas    | Phil Howe Roger Taylor       | John Molyneux Ian Purton           |
| Herrendoppel  | Dan Travers Leon Douglas    | Phil Howe Roger Taylor       | Hans Duvinger Magnus Ericsson      |
| Damendoppel   | Reggie Baker Pamela Dallow  | Jenny Cox Christine Crossley | Gunel Bengtsson Ewa Carlander      |
| Damendoppel   | Reggie Baker Pamela Dallow  | Jenny Cox Christine Crossley | Susanne Esberg Hanne Nielsen       |
| Mixed         | Peter Emptage Pamela Dallow | Dan Travers Christine Black  | Ejnar Skovrup Inge-Birthe Gavnholt |
| Mixed         | Peter Emptage Pamela Dallow | Dan Travers Christine Black  | Ian Purton Christine Crossley      |

### Senioren 50+
| Veranstaltung | Gold                                   | Silber                          | Bronze                                |
| ------------- | -------------------------------------- | ------------------------------- | ------------------------------------- |
| Herreneinzel  | Edgar Michalowsky                      | Henrik Fahrenholz               | Otto Sautter                          |
| Herreneinzel  | Edgar Michalowsky                      | Henrik Fahrenholz               | John Gardner                          |
| Dameneinzel   | Sue Whittaker                          | Betty Bartlett                  | Marguerite Butt                       |
| Dameneinzel   | Sue Whittaker                          | Betty Bartlett                  | Maureen Rimmer                        |
| Herrendoppel  | John Cocker Graham Holt                | Horst Lösche Hans-Jürgen Göhler | Peter Emptage John Gardner            |
| Herrendoppel  | John Cocker Graham Holt                | Horst Lösche Hans-Jürgen Göhler | Edgar Michalowsky Erfried Michalowsky |
| Damendoppel   | Marguerite Butt Maureen Rimmer         | Betty Bartlett Sue Whittaker    | Brigitte Prax Monika Regineri         |
| Damendoppel   | Marguerite Butt Maureen Rimmer         | Betty Bartlett Sue Whittaker    | Heidi Croll Christa Zeiß              |
| Mixed         | Erfried Michalowsky Angela Michalowsky | John Cocker Betty Bartlett      | Henrik Fahrenholtz Helle Guldborg     |
| Mixed         | Erfried Michalowsky Angela Michalowsky | John Cocker Betty Bartlett      | Dieter Prax Brigitte Prax             |

### Senioren 55+
| Veranstaltung | Gold                              | Silber                      | Bronze                            |
| ------------- | --------------------------------- | --------------------------- | --------------------------------- |
| Herreneinzel  | Stig Eriksson                     | David Eddy                  | Peter Honnen                      |
| Herreneinzel  | Stig Eriksson                     | David Eddy                  | Peter J. Wood                     |
| Dameneinzel   | Ljudmila Ukk                      | Renate Knötzsch             | Ursula Kuhn                       |
| Dameneinzel   | Ljudmila Ukk                      | Renate Knötzsch             | Elvira Richter                    |
| Herrendoppel  | David Eddy Peter J. Wood          | Peter Honnen Rainer Wilhelm | Dieter Eichhorn Michael Oversberg |
| Herrendoppel  | David Eddy Peter J. Wood          | Peter Honnen Rainer Wilhelm | Jörgen Kjeldstrom René Toft       |
| Damendoppel   | Renate Knötzsch Renate Gabriel    | Ursula Kuhn Petra Waldeck   | Karin Schäfers Heidi Menacher     |
| Damendoppel   | Renate Knötzsch Renate Gabriel    | Ursula Kuhn Petra Waldeck   | Beryl Goodall Anne Murray         |
| Mixed         | Cyril Martin Christine Richardsen | Horst Lösche Karin Schäfers | Hans Schumacher Renate Gabriel    |
| Mixed         | Cyril Martin Christine Richardsen | Horst Lösche Karin Schäfers | Gert Lazarotti Inger E. Nielsen   |

### Senioren 60+
| Veranstaltung | Gold                        | Silber                          | Bronze                               |
| ------------- | --------------------------- | ------------------------------- | ------------------------------------ |
| Herreneinzel  | Siegfried Dutschke          | Hans Schumacher                 | Uwe Kopf                             |
| Herreneinzel  | Siegfried Dutschke          | Hans Schumacher                 | Erling Jensen                        |
| Dameneinzel   | Heidi Menacher              | Randi Gulbrandsen               | Ursula Jurkschat                     |
| Dameneinzel   | Heidi Menacher              | Randi Gulbrandsen               | Anne Murray                          |
| Herrendoppel  | Leif V. Hansen Lars Kure    | Klaus Grothe Hans Schumacher    | Colin Abbott William Houghton        |
| Herrendoppel  | Leif V. Hansen Lars Kure    | Klaus Grothe Hans Schumacher    | Helmut Friedrich Heinrich Schäfer    |
| Mixed         | Colin Abbott Barbara Henley | Leif V. Hansen Evi Høyer Larsen | Siegfried Schulze Liselotte Grunwald |
| Mixed         | Colin Abbott Barbara Henley | Leif V. Hansen Evi Høyer Larsen | Michael Coley Anne Murray            |